# Démétrios de Chios
Démétrios de Chios (grec ancien : Δημήτριος Χῖος) est un vainqueur olympique originaire de Chios.
Il remporta la course à pied du stadion d'une longueur d'un stade (environ 192 m) lors des 233e Jeux olympiques en 153 ap. J.-C.,.
Une inscription, endommagée, de Chios, sur la base d'une statue d'un athlète, évoque la carrière de celui-ci, spécialiste du stadion, du diaulos et de l'hoplitodromos. Il fut deux fois vainqueur aux Jeux olympiques. Si la victoire au stadion est attestée, pour l'autre, il pourrait s'agir soit d'un stadion des enfants quelques années plus tôt ou la même année que le stadion une victoire au diaulos. Il aurait aussi remporté des victoires aux jeux isthmiques, aux Ephesia de Smyrne et de Pergame, aux Balbillea d'Éphèse, aux Panathénées, aux Sebasta (les « Jeux Augustes » de Néapolis), aux Eusebia de Pouzzoles, aux Jeux capitolins à Rome et lors de jeux à Rhodes et en Bithynie. Cependant, le nom de l'athlète ainsi honoré manque. Il pourrait donc s'agir soit de Démétrios soit de son successeur Éras,.

## Sources
- (en) Paul Christesen, Olympic Victor Lists and Ancient Greek History, New York, Cambridge University Press, 2007, 580 p. (ISBN 978-0-521-86634-7).
- Eusèbe de Césarée, Chronique, Livre I, 70-82. Lire en ligne.
- (en) David Matz, Greek and Roman Sport : A Dictionnary of Athletes and Events from the Eighth Century B. C. to the Third Century A. D., Jefferson et Londres, McFarland & Company, 1991, 169 p. (ISBN 0-89950-558-9)
- (it) Luigi Moretti, « Olympionikai, i vincitori negli antichi agoni olimpici », Atti della Accademia Nazionale dei Lincei, vol. VIII,‎ 1959, p. 55-199.
- Louis Robert, « Sur les inscriptions de Chios - Inscription agonistique », Bulletin de correspondance hellénique, vol. 57,‎ 1933, p. 539-543 (DOI 10.3406/bch.1933.2830).